# Nguyễn Cao Kỳ

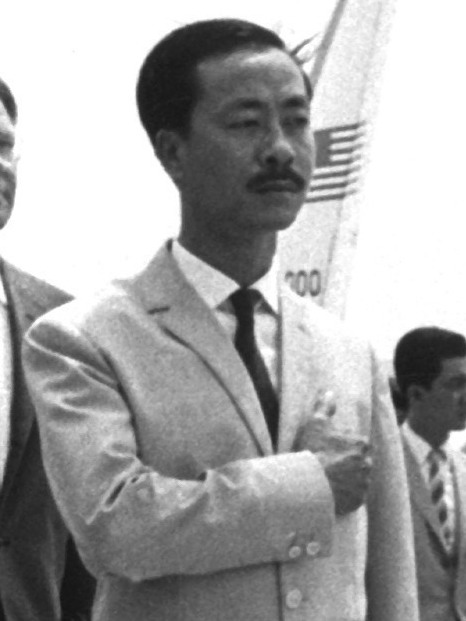
Nguyễn Cao Kỳ (1967)

Nguyễn Cao Kỳ (* 8. September 1930 in Sơn Tây, Tonkin, Französisch-Indochina; † 23. Juli 2011 in Kuala Lumpur) war ein südvietnamesischer Luftwaffen-General und Politiker.

## Militärische Karriere
Nguyễn Cao Kỳ wurde als Sohn eines Lehrers in der Provinz Sơn Tây geboren. Er schloss seine Schulausbildung am Lycée Chu Văn An in Hanoi ab. Er wurde an einer Militärschule in Nam Định zum Offizier ausgebildet und verließ diese im Rang eines Leutnants der im Aufbau befindlichen Armee der Republik Vietnam. 1953 bis 1954 wurde er von der französischen Luftwaffe in Frankreich und Nordafrika zum Piloten ausgebildet, diente dann als Transportpilot und nahm kurz am Algerienkrieg teil. Nach der französischen Niederlage in der Schlacht um Điện Biên Phủ kehrte er im Dezember 1954 nach Vietnam zurück.

## Politisches Wirken
1963 war er am Militärputsch gegen den südvietnamesischen Präsidenten Ngô Đình Diệm beteiligt. Der damals 33-jährige Oberst der südvietnamesischen Luftwaffe wurde als „hervorragender Fliegeroffizier französischer Schulung“ beschrieben, dem es jedoch „an jedwedem politischen Verständnis zu fehlen“ scheine. Seine positive Bezugnahme auf Hitler in einem Interview habe in Europa „einen peinlichen Eindruck“ hinterlassen.
Der Putsch brachte eine Clique von Militäroffizieren um Nguyễn Khánh an die Macht. Nguyễn Cao Kỳ wurde Oberkommandierender der Luftstreitkräfte. In der Folge beteiligte er sich am weiteren Machtkampf innerhalb des Militärs, aus dem er zusammen mit Nguyễn Văn Thiệu als Sieger hervorging. 1965 wurde er Premierminister und damit zweitmächtigster Mann im Staat. Während seiner Amtszeit verstärkten die Vereinigten Staaten ihre Beteiligung am Vietnamkrieg zugunsten der südvietnamesischen Seite erheblich. Kỳ glaubte damals an einen baldigen Sieg.
1967 trat eine neue Verfassung in Kraft, Nguyễn Văn Thiệu wurde zum Präsidenten gewählt, woraufhin Kỳ seinen politischen Einfluss weitgehend verlor. Sein Verhältnis zum mächtigeren Nguyễn Văn Thiệu verschlechterte sich zunehmend, es entwickelte sich eine erbitterte Rivalität zwischen beiden. Infolgedessen wurde Nguyễn Cao Kỳ 1971 für die Wahl zum Präsidentenamt nicht zugelassen. Er zog sich daraufhin aus der Politik zurück. Nach dem Sieg der Kommunisten im Vietnamkrieg verließ er sein Land und emigrierte in die Vereinigten Staaten. Er unternahm 2004 eine in den Medien breit wahrgenommene Reise in sein Heimatland.

## Veröffentlichungen
- Twenty Years and Twenty Days. Stein and Day, New York 1976, ISBN 0-8128-1908-X
- mit Marvin J. Wolf: Buddha’s Child. My Fight to Save Vietnam. St. Martin’s Press, New York 2002, ISBN 0-312-28115-3
- How We Lost the Vietnam War. Cooper Square Press, New York NY 2002, ISBN 0-8154-1222-3